# Nothofagus nuda
Nothofagus nuda Steenis – gatunek rośliny z rodziny bukanowatych (Nothofagaceae). Występuje naturalnie na Nowej Gwinei. 

## Morfologia
PokrójZimozielone drzewo dorastające do 30–40 m wysokości.
LiścieBlaszka liściowa mierzy 8–10 cm długości oraz 3–4 cm szerokości.
OwoceOrzechy osadzone po 3 w kupulach, dorastają do 10 mm długości. Kupule powstają ze zrośnięcia dwóch liści przykwiatowych.
Gatunki podobneRoślina jest podobna do gatunku N. perryi, ale różni się osiąganymi rozmiarami, a także owocami. Ponadto liście N. perryi są mniejsze.

## Biologia i ekologia
Rośnie w lasach zrzucających liście. Występuje na wysokości około 1200 m n.p.m.

## Ochrona
W Czerwonej księdze gatunków zagrożonych został zaliczony do kategorii CR – gatunków krytycznie zagrożonych wyginięciem.